# Bandera del Valle del Cauca
La bandera del Valle del Cauca es el principal símbolo oficial del departamento colombiano de Valle del Cauca. Fue adoptada en primera instancia durante la revolución independentista por las entonces llamadas Ciudades Confederadas (Anserma (Ansermanuevo), Buga, Cali, Caloto, Cartago, Toro, Iscuandé y Popayán), el 26 de junio de 1811, fecha en la cual declararon su independencia de España. Oficialmente fue adoptada por el departamento mediante la ordenanza departamental n.º 146 del 31 de diciembre de 1960.

## Historia
El origen de la bandera se le atribuye al General José María Cabal, quien estaba a cargo de las fuerzas independentistas en el Valle del Cauca, y en un sueño tuvo una visión de la Virgen de la Inmaculada Concepción, quien portaba un manto celeste y blanco. El General, revestido de valor, adoptó estos colores para la causa independentista de las ciudades confederadas del valle y una vez lograron su independencia, estas ciudades la usaron como su emblema.

## Disposición y significado de los colores
Se compone de dos franjas horizontales, de igual tamaño y de colores celeste y blanco, enmarcadas por un borde de plata. De acuerdo con la interpretación actual, sus colores significan:
- Celeste: La franqueza, honestidad, sinceridad y lealtad.

- Blanco: La paz, la belleza y la pureza.

- Plata: La integridad, la obediencia y la inocencia.

## Controversia

Bandera deportiva del Valle del Cauca adoptada por Indervalle.

Tanto la simbología de la bandera, como su adopción oficial mediante ordenanza, han sido cuestionados por diferentes personalidades vallecaucanas, quienes dicen que los colores no representan en absoluto la región.
De hecho, muchas entidades descentralizadas del Valle han optado por usar el color rojo para identificarse, por ejemplo:
- Universidad del Valle.[5]
- Indervalle (Instituto del Deporte, la Educación Física y la Recreación del Valle del Cauca).[6]
- Infivalle (Instituto Financiero para el Desarrollo del Valle del Cauca).[7]

Las críticas a la bandera se resumen en que los colores actuales son muy pálidos (en contraste con los paisajes llenos de verdes vivos del departamento) y muy relacionados con la religión católica para un país autoproclamado laico.